# Politický systém Nikaraguy
Nikaragua je prezidentská republika se systémem více stran. Výkonnou moc vykonává vláda, zákonodárnou moc parlament, soudnictví je nezávislé na výkonné a zákonodárné moci. Země je spravována v souladu s ústavou z roku 1987.
Od roku 2007 je v čele země Daniel Ortega, označovaný za diktátora či autoritáře.

## Zákonodárná moc

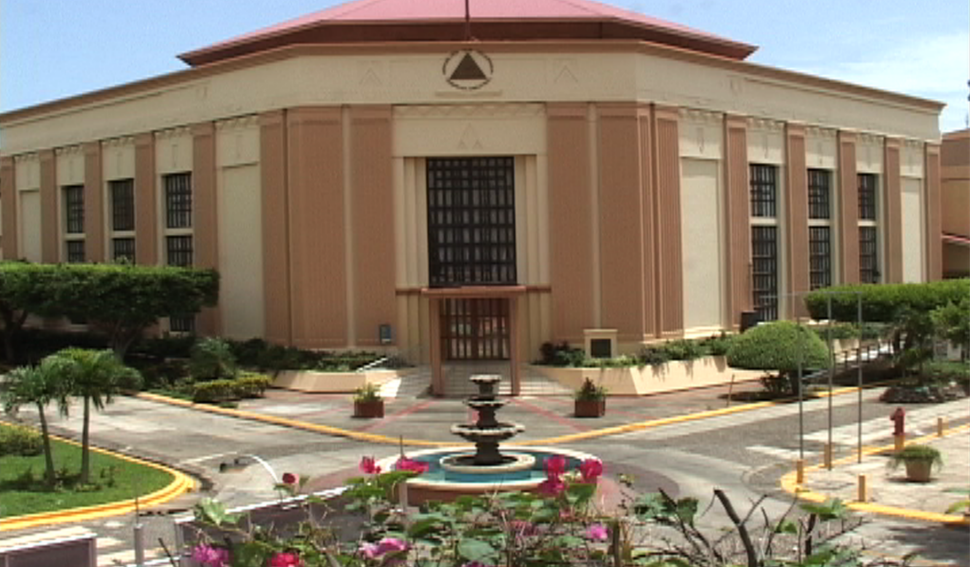
Sídlo Národního shromáždění

Zákonodárnou moc vykonává jednokomorové Národní shromáždění, které má 91 až 92 členů. Minimální počet členů pro usnášeníschopnost Národního shromáždění činí polovina jeho celkového počtu členů plus jeden. Mezi jeho ústavní pravomoci patří:
- připravovat a schvalovat nové zákony a vyhlášky a měnit a rušit stávající,
- vyžadovat zprávy od ministrů a jejich náměstků,
- projednávat a schvalovat návrh ročního zákona o státním rozpočtu,
- volit soudce Nejvyššího soudu,
- schvalovat nebo zamítat mezinárodní dohody uzavřené se státy nebo jinými subjekty mezinárodního práva.

Pro schválení návrhů zákonů, dekretů, usnesení, dohod a prohlášení je nutný souhlas nadpoloviční většiny přítomných poslanců, s výjimkou případů, kdy Ústava vyžaduje jinou většinu. Prezident republiky může návrh zákona vetovat do patnácti dnů od jeho obdržení. Národní shromáždění může veto přehlasovat nadpoloviční většinou všech poslanců.

## Výkonná moc

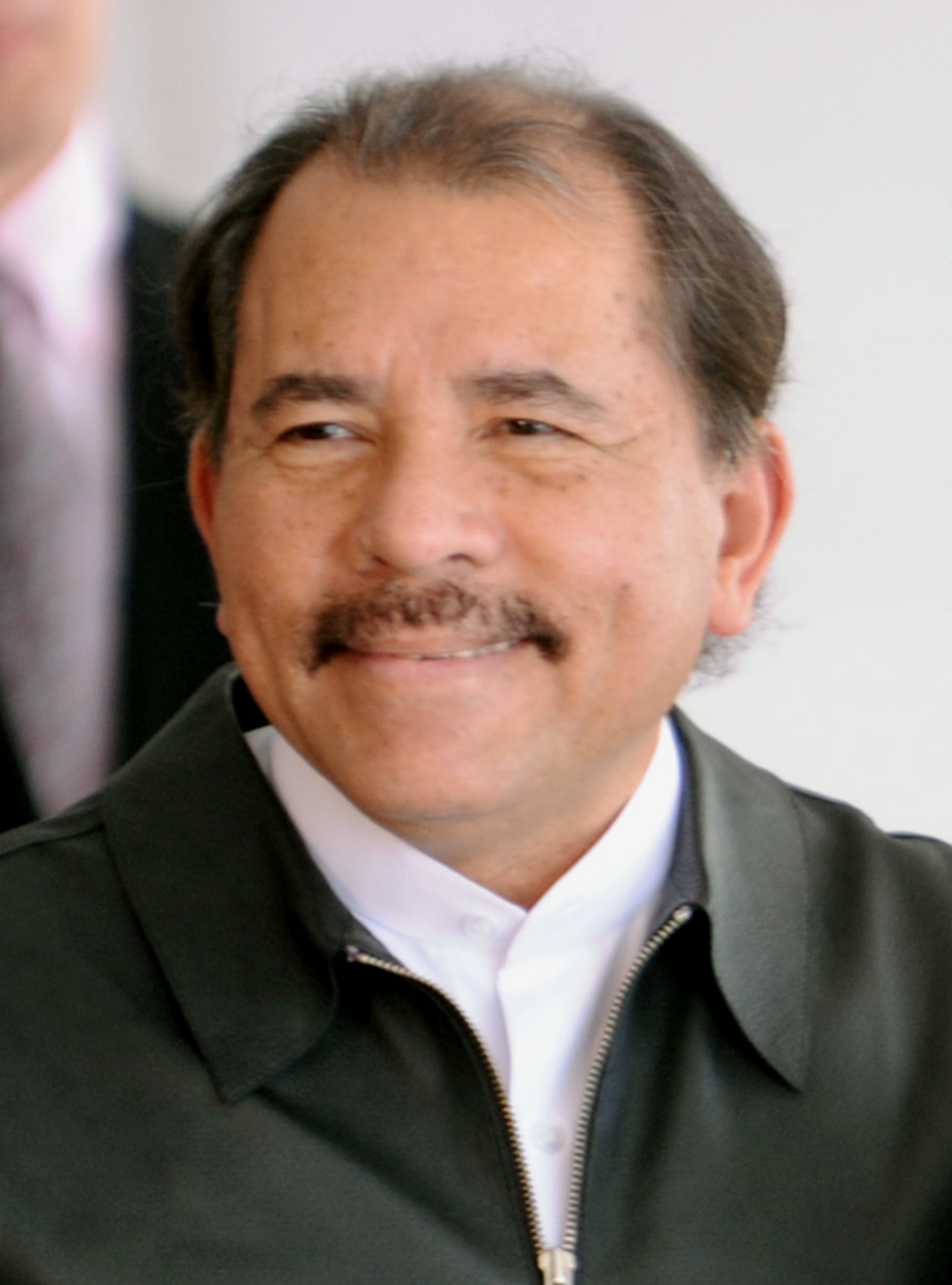
Daniel Ortega je prezidentem od roku 2007

Hlavou státu a výkonné moci je prezident. Viceprezident zastupuje prezidenta v jeho povinnostech v případě dočasné nebo trvalé nezpůsobilosti nebo pokud na něj prezident tyto povinnosti deleguje. Mezi jeho ústavní pravomoci patří:
- organizovat a řídit vládu,
- zastupovat stát v zahraničí,
- provádět zákony vydáním příslušných prováděcích předpisů,
- jmenovat a odvolávat ministry,
- předkládat Národnímu shromáždění výroční zprávu a další zprávy a rovněž zvláštní zprávy,
- řídit ekonomiku země, určovat její politiku a socioekonomický program.

V případě dočasného uprázdnění funkce prezidenta se funkce ujímá viceprezident. V případě současné nezpůsobilosti prezidenta i viceprezidenta se funkce prezidenta prozatímně ujme předseda Národního shromáždění. V případě trvalého uprázdnění funkce prezidenta, ujímá se funkce po zbytek volebního období viceprezident a Národní shromáždění zvolí nového viceprezidenta. Není-li viceprezident schopen se ujmout funkce prezidenta, ujíme se funkce předseda Národního shromáždění, a Národní shromáždění zvolí následně prezidenta ze svých členů do 72 hodin.

## Soudní moc
Vrcholným orgánem soudní moci je Nejvyšší soud, který dohlíží na fungování celého soudního systému. V rámci ústavních reforem z roku 1995 byla nezávislost Nejvyššího soudu posílena zvýšením počtu soudců z 9 na 12. V roce 2000 se počet soudců Nejvyššího soudu zvýšil na 16. Soudce Nejvyššího soudu nominují politické strany a jsou voleni na 5 let.

## Volby
Volební období prezidenta a Národního shromáždění je shodně 5 let. Volby se vždy konají současně. Prezident je volen pomocí systému relativní většiny, tedy vítěz prvního kola je zvolen nehledě na to, kolik procent hlasů získal. Parlamentní volby se konají tímto způsobem:
- 90 poslanců je voleno pomocí poměrného systému, z nich
  - 20 je voleno v jednom celostátním volebním obvodu, a
  - 70 je voleno v 17 více mandátových volebních obvodech,
- 2 poslanecká místa jsou obsazována takto:
  - 1 mandát získá skončivší prezident,
  - 1 mandát získá druhý nejúspěšnější kandidát na prezidenta.

Volební právo má každý občan starší 18 let, kandidát na poslance musí splňovat věkový limit 21 let a na prezidenta 25 let.

### Poslední volby
- 7. listopadu 2021
- Prezidentské:

| Kandidát         | Strana                                               | Počet hlasů | %     |
| ---------------- | ---------------------------------------------------- | ----------- | ----- |
| Daniel Ortega    | Sandinisté (Sandinista National Liberation Front)    | 2 093 834   | 75,87 |
| Walter Espinoza  | Konstitutionalisté (Constitutionalist Liberal Party) | 395 406     | 14,33 |
| Guillermo Osorno | Nikaragujská strana křestanské cesty                 | 89 853      | 3,26  |
| Marcelo Montiel  | Nikaragujská svobodná aliance                        | 85 711      | 3,11  |
| Gerson Gutiérrez | Aliance pro republiku                                | 48 429      | 1,75  |
| Mauricio Orué    | Nezávislá svobodná strana                            | 46 510      | 1,69  |
| Celkem           | Celkem                                               | 2 759 743   | 100   |

- Parlamentní:

| Strana                                               | Celostátní volební obvod | Celostátní volební obvod | Celostátní volební obvod | Regionální volební obvoy | Regionální volební obvoy | Regionální volební obvoy | Vyhrazené mandáty | Získ mandátů celkem |
| Strana                                               | počet hlasů              | %                        | zisk mandátů             | počet hlasů              | %                        | zisk mandátů             | Vyhrazené mandáty | Získ mandátů celkem |
| ---------------------------------------------------- | ------------------------ | ------------------------ | ------------------------ | ------------------------ | ------------------------ | ------------------------ | ----------------- | ------------------- |
| Sandinisté (Sandinista National Liberation Front)    | 2 039 717                | 74,17                    | 15                       | 2 024 598                | 73,29                    | 60                       | 0                 | 75                  |
| Konstitutionalisté (Constitutionalist Liberal Party) | 259 789                  | 9,45                     | 2                        | 411 101                  | 14,88                    | 7                        | 1                 | 10                  |
| Nikaragujská svobodná aliance                        | 140 199                  | 5,1                      | 1                        | 99 335                   | 3,6                      | 1                        | 0                 | 2                   |
| Nezávislá svobodná strana                            | 128 520                  | 4,67                     | 1                        | 69 523                   | 2,52                     | 0                        | 0                 | 1                   |
| Aliance pro republiku                                | 127 997                  | 4,65                     | 1                        | 49 172                   | 1,78                     | 0                        | 0                 | 1                   |
| Nikaragujská strana křestanské cesty                 | 53 959                   | 1,96                     | 0                        | 82 844                   | 3                        | 1                        | 0                 | 1                   |
| YATAMA                                               | -                        | -                        | -                        | 25 718                   | 0,93                     | 1                        | 0                 | 1                   |
| Celkem                                               | 2 750 181                | 100                      | 20                       | 2 762 291                | 100                      | 70                       | 1                 | 91                  |